# Губар Станіслав Іванович
Станіслав Іванович Губар (16 лютого 1936, с. Кабанне (нині Красноріченське Кремінський район Луганська область, УРСР — 14 серпня 1996, Черкаси) - радянський та український вчений, економіст. Доктор економічних наук (1983), професор (1986). 

## Життєпис
1959 року закінчив Московський інститут інженерів транспорту. У 1959—1963 роках працював на виробництві у Воронежі, Російська Федерація.
У 1966—1976 роках працював у Науково-дослідному економічному інституті при Воронезький університет. 
У 1976—1984 роках працював у Воронезькому політехнічному інституті. 
З 1984 року — завідувач кафедрою марксизму-ленінізму. З 1989 року — завідувач кафедрою економіки, організації і управління виробництвом у філії Київського політехнічного інституту (нині — Черкаський державний технологічний університет).
У 1993—1996 роках — завідувач кафедри «Економіки та організації виробництва». Один з небагатьох професорів, який на початку 1990-х викладав українською мовою[джерело не вказане 1334 дні].
Був науковим керівником у ректора ЧДТУ Григор Олег Олександрович під час його навчання в аспірантурі Черкаський державний технологічний університет.

## Наукові праці
Наукові інтереси: дослідження проблем спеціалізації та кооперування у промисловості, застосування економічних і математичних методів і моделей в організації управлінні  регіонами та галузями.
Стояв біля витоків створення економічного факультету Воронезький університет 
Дисертація на звання доктора економічних наук: «Проблемы развития специализации и кооперирования в производственных объединениях промышленности» (1982).
Наукові праці
- Производственные объединения. 1973 (співавт.)[6];
- Специализация и кооперирование производства в объединениях. 1976;
- Производственные объединения: проектирование, организация, развитие. 1981 (співавтор); усі видані у Воронежі.

## Політична діяльність
У 1989 році — один з очільників ініціативної групи по створенню Черкаська крайова організація Народний рух України.
27 серпня 1989 року відбулася установча конференція Черкаська крайова організація НРУ. Головою було обрано Станіслава Губара.
Член Велика рада Руху, член Товариство української мови імені Тараса Шевченка.
У 1990 та 1994 роках. балотувався до Верховна рада України.

## Пам'ять
В Черкасах на честь Станіслава Губара названий провулок.